# حزام فان آلن الإشعاعي

حزام فان آلِن الإشعاعي.

حزام فان ألِن الشعاعي هو نطاق من الجسيمات المشحونة النشطة ، التي ينشأ معظمها من الرياح الشمسية ،التي يتم التقاطها وتثبيتها حول كوكب ما بواسطة الغلاف المغناطيسي الخاص بهذا الكوكب. تحتوي الأرض على حزامين ، وفي بعض الأحيان قد يتم إنشاء أحزمة أخرى بشكل مؤقت. تمّت تسمية الأحزمة على اسم جيمس فان آلِن ، الذي يرجع إليه الفضل في اكتشافها. يمتد الحزامان الرئيسيان للأرض من ارتفاع حوالي 640 إلى 58000 كيلومتر (400 إلى 36،040 ميل) فوق سطحه . يُعتقد أنّ معظم الجسيمات التي تشكل الأحزمة تأتي من الرياح الشمسية وجزيئات أخرى من الأشعة الكونية.
من خلال حبس الرياح الشمسية ، يحرف المجال المغناطيسي للأرض تلك الجسيمات المشحونة ويحمي الغلاف الجوي من الدمار. لا يتوزّع هذا الحزام بشكل متناظر حول الأرض، ففي اتجاه الشمس ينضغط بسبب تأثير الرياح الشمسية، بينما في الطرف المقابل يتمدد إلى ثلاث اضعاف قطر الأرض. وهذا يُنْشِئ فجوة تدعى فجوة شامبان فيرارو. ينقسم الحزام إلى قسمين ، القسم الأول هو القسم الخارجي حيث تتواجد فيه إلكترونات مشحونة نشطة والجزء الداخلي يحتوي على الإلكترونات والبروتونات كما يحتوي الحزام على أنواع أخرى من النكلونات مثل جسيمات ألفا. يرتبط حزام فان ألن بظاهرة الشفق القطبي بحيث تضرب الجسيمات المشحونة الجزء العلوي من الغلاف الجوي ويحتوي الحزام على المادة المضادة حيث يدرس العلماء إمكانية الحصول عليها بواسطة مجارف مغناطيسية.

## الحزام الخارجي
يمتد الحزام الخارجي فوق الأرض من 640 إلى 58,000 كم فوق سطح الأرض. أما أكثر المناطق شدة في الحقل فتكون على ارتفاع من 4 إلى 5 كم من سطح الأرض. يتشكل الإشعاع الخارجي للإلكترونات من انتشار الأشعة الداخلة إضافة إلى التسارع المحلي  بسبب الطاقة الناتجة من نموذج ويستلر لإشعة البلازما إلى أشعة الحزام الإلكترونية. ويتم إزالة الكترونات الحزام بشكل مستمر بسبب الاصطدام مع الجسيمات الغير مشحونة.
كما تمكنت مركبتان لوكالة «ناسا» الأمريكية، ولأول مرة، من تسجيل صوت صادر عن حزم هائلة إشعاعية ملتفة حول الأرض.
وهذا الصوت صادر عن «حزام فان ألن»، والحزام هو من طرفين ينضغط أحدهما بتأثير الرياح الشمسية ، فيما يتمدد الآخر إلى ما يزيد عن 3 مرات من قطر الأرض، فينشأ ما يسميه العلماء «فجوة شامبان فيرارو»، كما تنشط في الطرف المنضغط إلكترونيات تعمل على اصطياد جزيئات من الطاقة الهائمة في الفضاء وتضمها إلى الحزام فيتجدد شبابه دائما.
في تلك الفجوة تتواجد أيضا «إلكترونيات قاتلة» تؤثر على عمل الأجهزة السابِحة في الفضاء، لذلك تتحاشاها المركبات. ويوم 5 سبتمبر 2012 التقطت المركبتان الصوت الذي درسوه قائلين إنه لحزم مشبعة بالطاقة وقدروا قوته وطبيعته وعرفوا أن الأذن البشرية يمكنها سماعه فيما لو نزع أحد الرواد خوذته عن رأسه وهو يسبح في الفضاء. في 2013, اعلنت ناسا عن اكتشاف مجسات فان الن لطبقة انتقالية ثالثة استمرت على نحو 4 أسابيع قبل أن تدمر بواسطة صدمة موجية كوكبية داخلية من الشمس.
والصوت هو لجزيئات من الطاقة الهائمة قرب أعلى الطرف الممتد من «حزام فان ألن» الملتف حول الأرض، وحين يلتقطها بقوة التمغنط فإنها تنصاع وتمضي إليه مطلقة موجات راديوية شبيهة بالصفير المتقطع الصادر عن الغواصات عادة.

## الآثار المترتبة عن السفر الفضائي
تدخل المركبة الفضائية المسافرة إلى ما وراء المدار الأرضي المنخفض منطقة إشعاعات حزامي فان آلن.
وراء الحزامين ، تواجه المركبة أخطاراً إضافية من الأشعة الكونية وأحداث الجسيم الشمسي [الإنجليزية]. توجد منطقة بين الحزام الداخلي والخارجي طولها 2 إلى 4 نصف قطر الأرض ويُشار إليها أحيانا «بالمنطقة الآمنة».
يمكن أن تتضرر الخلايا الشمسية والدارات المتكاملة والمستشعرات بالإشعاعات، وأحيانا يمكن أن تسبب العواصف المغناطيسية الأرضية أضرارا للمكونات الإلكترونية الخاصة بالمركبة الفضائية. إنَّ تصغير ورقمنة الإلكترونيات الدارت المنطقية الخاصّة بالأقمار الصناعية جعلها أكثر عرضة للتضرّر من الإشعاعات ، لأنّ إجمالي الشحنة الكهربائية في هذه الدارات أصبح الآن صغيرا كفاية لمقارنته مع شحنة الأيونات القادمة. يجب تقسية الإلكترونيات الموجودة في الأقمار الصناعية ضد الإشعاعات لتعمل بكفاءة. عادة ما يتم إيقاف تشغيل مستشعرات مرصد هابل الفضائي حين يمر في مناطق شديدة الإشعاع. حين يمر قمر صناعي مدرع بـ 3 ملم من الألمنيوم في مدار بيضاوي (320 على 32190 كلم) عبر الحزامان سوف يتلقى 2500 ريم (25 سيفرت) لكل سنة. (للمقارنة: جرعة 5 سيفرت لكامل الجسم مميتة.) تقريبا جميع الإشعاعات ستُستقبل أثناء المرور بالحزام الداخلي.